# La Verge, el Nen i les Santes Agnès i Martina (Capella de San José)
La Verge Maria amb el Nen Jesús i les Santes Agnès i Martina és una obra d'El Greco que estava a un retaule lateral a la Capilla de San José a Toledo. Va ésser venut l'any 1906 i substituït per una còpia. Aquest llenç consta amb el número 17 en el catàleg raonat d'obres d'aquest pintor realitzat pel seu especialista, Harold Wethey.

## Temàtica
La tradició de representar Maria entronitzada amb el Nen Jesús i en companyia de Sants procedeix de l'Art cristià italià, i rep el nom de Sacra conversazione. En la iconografia espanyola de l'època, no era una temàtica gaire representada. De les dues imatges de la part inferior, la identificació de la imatge de la dreta amb santa Agnès no presenta cap problema, perquè a la seva mà esquerra porta un Anyell. Agnos significa "cast", i l'anyell evoca l'Agnus Dei. Agnès fou una màrtir a Roma per defendre la seva castedat, per la qual cosa la imatge no deixa dubtes.
La imatge de l'esquerra és més problemàtica, i alguns autors han suggerit que podría ser Tecla d'Iconi. Però als inventaris fets després de la mort d'El Greco, hom cita dues versions d'aquesta obra, en les quals s'esmenta les santes Inés i Martina. Per altra part, la mare de Martín Ramírez era Inés Álvarez, i la presència de santa Martina podría ser un homenatge als nombrosos "Martins" d'aquest llinatge.

## Anàlisi
Oli sobre llenç; 193,5 x 103 cm.; 1597-99; National Gallery of Art, Washington
La composició sembla derivar de La Sagrada Família amb Maria Magdalena (Tipus-III,Cleveland), perquè els tipus físics, les postures i els gestos de la Verge i el Nen Jesús són gairebé idèntics, com també l'àngel de l'esquerra recorda, per la seva col·locació, al Sant Josep d'aquesta obra de Cleveland. Abaix, representades de tres-quarts, apareixen santa Agnès i santa Martina. Martina vesteix una túnica blava i un mantell groc, i té el lleó i la palma del seu martiri. Agnès, amb mantell vermell, porta un anyell a a la mà esquerra. Santa Martina eleva els ulls al Cel, i Santa Agnès posa la seva mà dreta al pit, accentuant el carácter de pendant que té aquest llenç respecte al de l'altre altar lateral, la qual cosa complementa el significat de tot el conjunt, al fer palès la fe del comitent en la intercessió dels sants.

## Situació dins el conjunt
- Retaule lateral situal al costat de l'Evangeli, a l'esquerra de l'espectador (la còpia que substitueix l'original)

## Procedència
- Capilla de San José, Toledo, fins a l'any 1906
- Widener Collection, Filadèlfia
- National Gallery of Art, Washington